# Johnny Bravo Date-O-Rama!
Johnny Bravo Date-O-Rama! (también referenciado como Johnny Bravo in The Hukka Mega Mighty Ultra Extreme Date-O-Rama!) Es un videojuego multijugador desarrollado por EM Studios y publicado por Blast! Entertainment para PlayStation 2. El juego está basado en la serie animada de Cartoon Network, Johnny Bravo. Fue lanzado en Europa el 1 de noviembre de 2007 y en Australia el 15 de mayo de 2008. La versión de Nintendo DS fue publicada por MumboJumbo, y lanzada en Norteamérica el 9 de junio de 2007.

## Gameplay
La jugabilidad es similar a la de la saga de videojuegos de Nintendo, Mario Party. Los jugadores pueden experimentar lugares ambientados en la serie de Johnny Bravo en un videojuego party. También pueden jugar juegos basados en la serie. Los jugadores pueden elegir cualquiera de los personajes de Johnny Bravo que les gusten. Al igual que en Mario Party DS o Mario Party 7 de la franquicia de Nintendo.
- Datos: Q3182859